# Northern Region Football
Northern Region Football (kurz NRF) ist einer der sechs Regionalverbände innerhalb von New Zealand Football mit Sitz in Albany in der Region Auckland. Er entstand 2020 nach der Fusion der Auckland Football Federation und der Northern Football Federation. Seitdem vertritt er die Klubs in den Gebieten Far North, Whangārei, Upper Harbour, Waitakere, Central West, Central East und South Auckland. Als erster CEO wurde Laura Menzies eingesetzt.

## Ligen
Der Verband ist für den Spielbetrieb der Austragungen der Northern League im Bereich der Männer und Frauen unterhalb der National League bzw. der National Women’s League zuständig. Weiter ist man darunter Ausrichter der Ligen im System der Northern Regional Football League, welche ab der dritten Stufe und absteigend innerhalb des Ligasystems ausgerichtet wird.